# Fabryka Samochodów Osobowych
Fabryka Samochodów Osobowych (kortform: FSO) betyder "fabrik for personbiler" og betegner en polsk bilfabrikant i Warszawa.

## Historie

### Starten
Fabrikken blev grundlagt i 1951 af den polske regering i den nordlige bydel Żerań, for at kunne bygge biler til Polen efter 2. verdenskrig. Det første FSO-produkt var Warszawa, som var en licenskopi af den sovjetiske GAZ M20 Pobeda.
I 1953 arbejdede et designerteam på udviklingen af en lille bil, som i 1957 udkom som Syrena og FSOs anden model. Syrena var en komplet selvstændig FSO-konstruktion, hvis produktion på Fabryka Samochodów Małolitrażowych (FSM) blev indstillet i 1972. Nogle Syrenaer var udstyret med importerede Wartburg-motorer fra Automobilwerk Eisenach.

### Polski Fiat og Polonez
I 1965 underskrev den polske regering en licensaftale med den italienske bilfabrikant Fiat om at bygge udvalgte modeller i Polen under navnet Polski Fiat. Specielt Fiat 125 skulle bygges af FSO som efterfølger for den forældede Warszawa. Derved opstod Polski Fiat 125p, et forenklet Fiat 125-karrosseri med teknik fra Fiat 1300 og Fiat 1500. Bilerne blev eksporteret som Fiat 125p, og senere efter at licensaftalen var udløbet, som FSO 1300 og FSO 1500. Modellen fandtes også som stationcar og pickup. Warszawa blev dog frem til 1973 bygget sideløbende med 125p.
I 1978 introducerede FSO en ny model, benævnt FSO Polonez. Polonez var en femdørs hatchback med mekaniske komponenter fra FSO 1500. Bilen var baseret på en for optimeret fodgængerbeskytte udlagt prototype for Fiat 125. Polonez blev også eksporteret til mange andre lande, stadigvæk under varemærket FSO. Oprindeligt var det meningen at Polonez skulle have afløst alle 1500-modeller. Produktionen af 1500 fortsatte dog helt frem til 1991, hvor begge modeller i denne tid fik flere opdateringer og facelifts.

### Daewoo
Efter strukturændringer i 1989 ville den polske regering privatisere FSO og søgte en egnet partner under de internationale bilfirmaer. På trods af mange forsøg og forhandlinger fandt man i flere år ingen interesserede. Den første fornuftige kooperation begyndte i 1994 med underskrivning af en aftale med General Motors om montage af Opel Astra i Żerań. På trods af dette blev FSO i det følgende år solgt til det sydkoreanske Daewoo, som på dette tidspunkt stadigvæk var selvstændigt og konkurrerende med GM. Selskabet blev herefter omdøbt til Daewoo-FSO.
I første omgang benyttede Daewoo FSO til montage af modeller som Daewoo Nexia og Daewoo Espero. I 1997 påbegyndtes montage og senere komplet produktion af Daewoo Lanos, og i 1999 fulgte Daewoo Matiz. Også andre Daewoo-modeller blev i denne tid monteret hos FSO. Man fortsatte produktionen af Polonez; modellen blev moderniseret og kom i nye karrosserivarianter. På grund af dalende efterspørgsel indstilledes produktionen af Polonez i 2002.
Samtidig besluttede GM sig for at bygge sin egen fabrik i Polen. Det blev i Gliwice, hvor Opel Astra er blevet bygget siden 1998. GM's montagelinje hos FSO blev dermed kun udnyttet i kort tid til at montere Opel Vectra til det polske marked, og herefter komplet nedlagt. Dermed endte partnerskabet mellem FSO og GM foreløbig.

### FSO efter Daewoo-tiden
Daewoo gik i 2000 konkurs, hvilket forværrede FSO's position. Daewoo selv var blevet overtaget af GM og deres asiatiske partnere, dog var de oversøiske aktiviteter ikke genstand for forhandling. FSO var praktisk set fortsat selvstændige.
Efter lange forhandlinger fik den polske regering FSO til fortsat at bygge og sælge Daewoo-modellerne Lanos og Matiz frem til 2007. FSO havde dog ikke midler til de nødvendige facelifts, og kunderne var på grund af Daewoos uvisse fremtid usikre. Redningen fandt FSO på det ukrainske marked, hvor Matiz og Lanos, som blev monteret hos den lokale partner AwtoSAS, opnåede stor popularitet.
I 2004 blev Daewoo-FSO omdøbt tilbage til FSO. Den polske regering ledte på ny efter en strategisk partner til FSO, dog viste ingen større bilfabrikanter interesse. Til sidst forhandlede FSO med det britiske Rover. I løbet af dette forløb var den britiske fabrikant dog også selv kommet i vanskeligheder og ledte efter kooperationspartnere i Kina.
Dermed blev "UkrAWTO", den daværende ejer af AwtoSAS, den eneste mulige partner til FSO. Ukrainerne blev lidt efter lidt ejere af FSO og forstærkede samtidig samarbejdet mellem FSO og AwtoSAS. UkrAWTO tilbød at lave en ny bilmodel til FSO, som kunne bygges efter udløbet af licenserne for Matiz og Lanos. Dette blev til Daewoo Sens, en modificeret version af Lanos bygget i Ukraine med FSO-dele.

### Det nye FSO i samarbejde med GM Daewoo
I september 2007 overtog GM Daewoo for 255 millioner US$ 40% af FSO og grundlagde et joint venture under navnet GM FSO. Sammen med UkrAWTO er Chevrolet Aveo siden 2007 blevet bygget i Warszawa.